# أتشكوي-مارتان (الشيشان)
أتشكوي-مارتان (بالروسية: Ачхой-Мартан) هي مدينة في مقاطعة الشيشان في روسيا.

## أعلام
- أصلان بيتكاييف
- زاوربيك بايسانجوروف